# 25432 Josepherli
25432 Josepherli è un asteroide della fascia principale. Scoperto nel 1999, presenta un'orbita caratterizzata da un semiasse maggiore pari a 2,3298714 UA e da un'eccentricità di 0,0782218, inclinata di 6,74533° rispetto all'eclittica.